# Muntele Ambohitra
Muntele Ambohitra este un munte din nordul Madagascarului la sud de Antsiranana. Altitudinea sa este de 1.475 m deasupra nivelului mării. Zona în care se află separă cea mai mare parte a părții de nord a insulei de restul insulei. Aici mare parte din teren este defrișată pentru agricultură și vite. Ca și în altă parte a insulei, o mare parte din solul superior este erodat din cauza eroziunii cauzate de defrișări și exacerbată de cantitățile mari de vite care pășesc acolo.